# فلت (تگزاس)
فلت، تگزاس(به انگلیسی: Flat, Texas) شهری در ایالت تگزاس از ایالات جنوبی ایالات متحده آمریکا است. در سرشماری سال ۲۰۰۰، جمعیت این شهر ۸۶۱ نفر اعلام شد.